# Biblioteka Narodowa i Archiwum Iraku
Biblioteka Narodowa i Archiwum Iraku (arab. ‏دار الكتب والوثائق العراقية‎, trl. Dār al-Kutub wa al-Wathā’iq al-‘Irāqiyyah) – znajdująca się w Bagdadzie biblioteka narodowa i archiwum Republiki Iraku.

## Historia
16 kwietnia 1920 roku została otwarta pierwsza biblioteka publiczna w Bagdadzie. Nadano jej nazwę Maktabat as‑Salam (Biblioteka Pokoju) – od jednej z nazw Bagdadu: Madinat as‑Salam (pol. „Miasto pokoju”). Biblioteka powstała dzięki wsparciu pisarzy, uczonych i innych znanych osób, którzy zbierali na ten cel pieniądze i książki. Pierwszym bibliotekarzem został karmelita o. Anastazy Mari al-Karamli. Po kilku latach zarząd nad biblioteką przejęło Ministerstwo Nauki, które zmieniło nazwę na Al-Maktaba al-Amma (pol. „Biblioteka Powszechna”) i przeniosło ją do budynku szkoły Al‑Mamunijja w dzielnicy Bab al‑Mu’azzam. W 1929 roku król Fajsal I wydał dekret o przemianowaniu jej na bibliotekę państwową. Została przeniesiona do budynku przy ulicy Ar‑Raszid, a w 1957 roku na ulicę Az‑Zahawi. W 1977 roku otwarto jej obecną siedzibę.
Na mocy ustawy z 1961 roku biblioteka została Biblioteką Narodową. Jej zadaniem jest gromadzenie i przechowywanie książek, rękopisów, czasopism, mikrofilmów i innych materiałów związanych z arabskim dziedzictwem narodowym. W 1964 roku nadzór nad bibliotekę przejęło Ministerstwo Kultury. W 1987 roku biblioteka została połączona z archiwum.
W czasach Saddama Husaina działalność biblioteki podlegała kontroli służb bezpieczeństwa. Część zbiorów, w ramach cenzury, została wyłączona; kontrolowano publikacje otrzymywane w ramach egzemplarza obowiązkowego. Ograniczono budżet biblioteki, a z powodu sankcji nie był możliwy zakup książek za granicą. Pod koniec lat 90. XX wieku w czytelni głównej umieszczono agentów służby bezpieczeństwa, którzy mieli kontrolować aktywność czytelników.
Podczas wojny, w kwietniu 2003 roku, biblioteka i archiwum zostały ograbione i spalone. Zniszczonych zostało około 60% zbiorów archiwalnych i 25% zbiorów bibliotecznych. W 2003 roku dyrektorem został Saad Eskander, który wraz z pracownikami przystąpił do zabezpieczenia zbiorów. Czytelnia główna została otwarta w lipcu 2004 roku. Otrzymana od rządu Republiki Czeskiej pracownia konserwatorska pomogła w zabezpieczeniu ocalonych zbiorów.

## Wsparcie przy odbudowie biblioteki
Pod koniec 2004 roku grupa 12 irackich konserwatorów odbyła dwumiesięczne szkolenie w Czechach. Równocześnie w lipcu 2004 rząd Republiki Czeskiej przekazał 801 900 CZK na rzecz odbudowy dziedzictwa kulturowego Iraku.
W listopadzie 2005 roku czeski rząd postanowił wesprzeć finansowo Iracką Bibliotekę Narodową poprzez sfinansowanie szkolenia dotyczącego konserwacji zbiorów dla grupy irackich pracowników, jak również wyposażenie i przygotowanie dla nich pracowni konserwacji. Ze względu na brak możliwości zapewnienia bezpieczeństwa czeskim specjalistom w Bagdadzie, pracownia została otwarta w pomieszczeniach uniwersytetu w Irbil. Tam też, podczas trwającego 6 tygodni kursu, przeszkolono 9 specjalistów (czterech z Irackiej Biblioteki Narodowej i Archiwum w Bagdadzie oraz pięciu z różnych instytucji kurdyjskich). Po zakończeniu szkolenia pracownia została przewieziona do Bagdadu.
Od 2003 roku wsparcia udzielała również włoska organizacja humanitarna Un Ponte Per. Centralna Biblioteka Narodowa we Florencji wsparła iracką bibliotekę poprzez pomoc w digitalizacji zbiorów.

## Zbiory
W 1970 roku wprowadzono obowiązek przekazywania do biblioteki egzemplarza obowiązkowego wszystkich druków wydanych na terenie Iraku. W 1999 roku zbiory Biblioteki liczyły około miliona woluminów. W 2003 roku, w wyniku splądrowania i podpalenia, biblioteka straciła wiele cennych zbiorów. Udało się odzyskać jedynie około 200 z 3000 rzadkich i cennych książek. W czasie tygodnia, pomiędzy pierwszym a drugim pożarem, pracownikom udało się wynieść i zabezpieczyć część zbiorów. 